# Smørrebrød
Smørrebrød (gốc ban đầu smør og brød; tiếng Đan Mạch nghĩa là "bơ và bánh mì") gồm bánh mỳ, lúa mạch đen (rugbrød), ăn cùng với thịt nguội, cá hun khói, pho mát hoặc ba tê được người Copenhagen gọi là Smorrebrod. 
Smørrebrød có nguồn gốc từ thế kỷ 19, khi bữa trưa là bữa ăn chính trong ngày của nông dân Đan Mạch. Sau khi ăn xong, họ thường lấy bánh mì quệt những gì còn sót lại trên đĩa cho kỳ sạch rồi ăn nốt. Dần dà về sau, những thứ còn sót trên đĩa được đặt lên trên lớp bánh – và từ đó món bánh Smørrebrød ra đời. Ngoài ra, Smørrebrød còn được thế giới gọi là sandwich mở bởi nó chỉ có một lớp bánh bên dưới chứ không kẹp nhân giữa hai lớp bánh như thông thường.